# Ludwig Donin

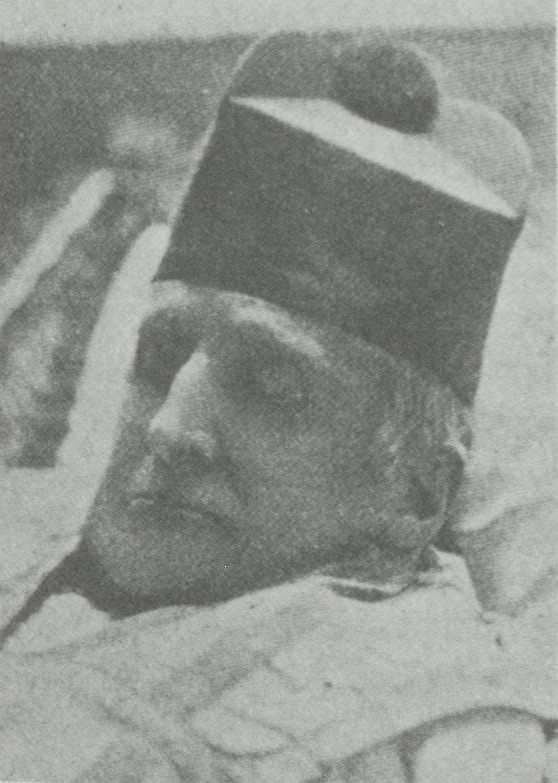
Ludwig Donin (1876)

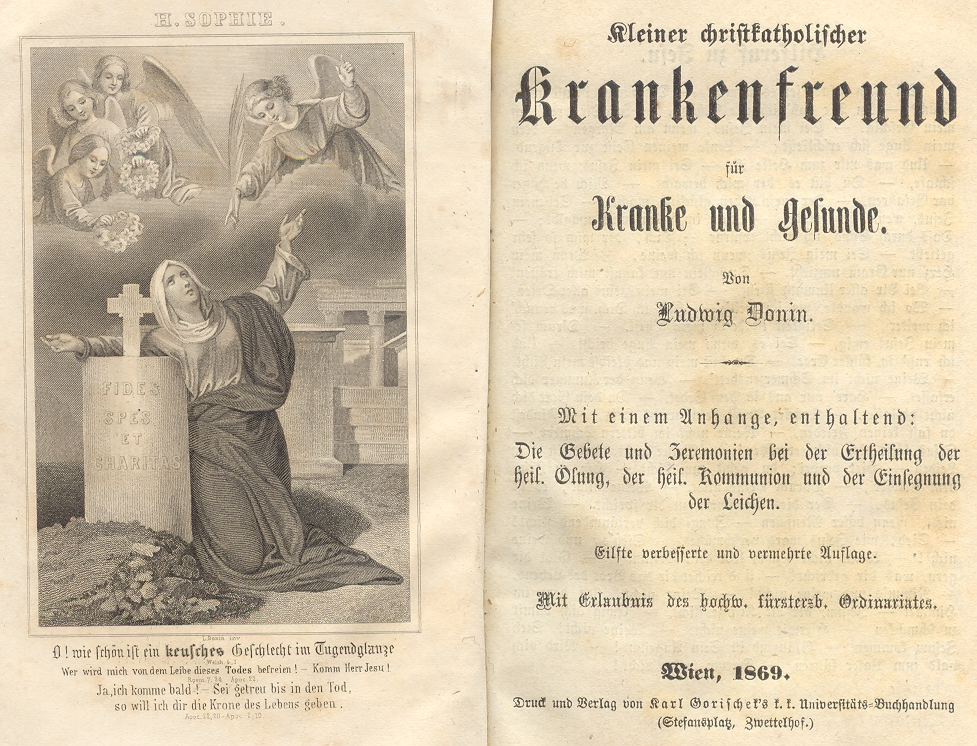
Krankenfreund, Paris 1869 (Doppel-Titelseite mit einer Darstellung der Heiligen Sophie)

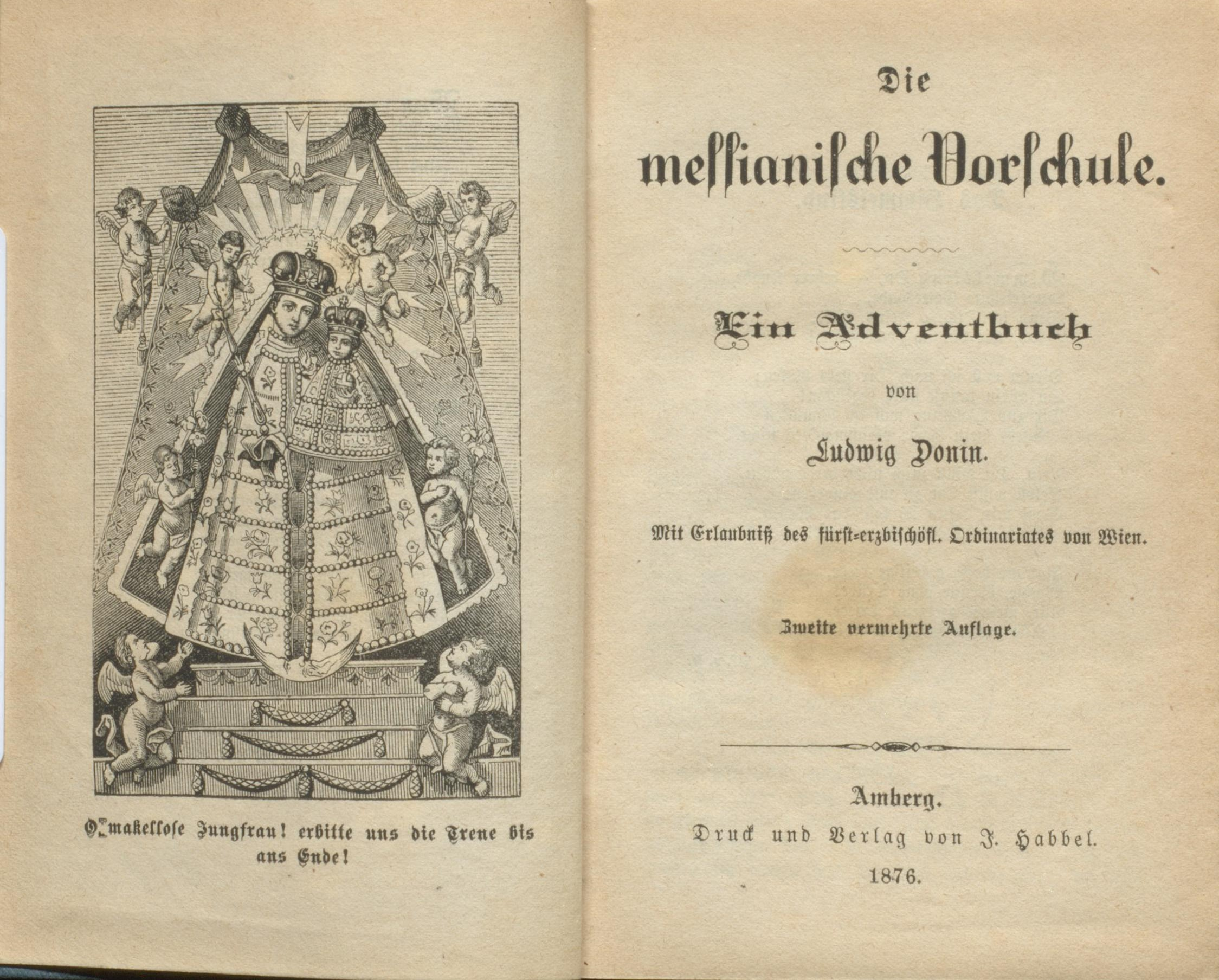
Die messianische Vorschule (1876)

Ludwig Donin (* 23. Jänner oder 23. August 1810 in Kautzen, Kaisertum Österreich; † 20. August 1876 in Wien) war österreichischer römisch-katholischer Geistlicher und Schriftsteller. Donin schrieb unter anderem auch unter den Pseudonymen Otto Cassian, Anton Philalethes, Ludwig Priester und Rhollandus. Dies richtete sich je nach Ausrichtung des betreffenden Werks.

## Leben
Donin wurde 1833 zum Priester geweiht. Seit 1835 lebte er in Wien, wo er Domkurat am Stephansdom war und als Religionslehrer arbeitete. Des Weiteren war er ein sehr aktiver Schriftsteller und verfasste neben Gebets- und Erbauungsbüchern historische und polemisch-politische Werke. Allein 1867 erschienen 27 Titel aus seiner Feder. Zum Zeitpunkt seines Todes sollen sich 6 Millionen Bücher von ihm im Umlauf befunden haben. Weite Verbreitung fand auch das von Ludwig Donin herausgegebene Buch „Die katholische Krankenpflege für Gesunde und Kranke“, das in insgesamt 13 Auflagen erschien.
Donin stiftete für die Armen Währings (seit 1892 im 18. Wiener Gemeindebezirk) ein mehrstöckiges Wohnhaus an der Adresse Antonigasse 30. Dort befindet sich eine Aufschrift, die in lateinischer Sprache an den Stifter erinnert. Im Haus befindet sich seit 2005 eine Wohneinrichtung für Menschen mit geistiger Behinderung.
Donins Teilnachlass befindet sich im Archiv der Erzdiözese Wien.